# Oszkó Péter
Oszkó Péter (Budapest, 1973. március 22. –) magyar üzletember, kockázatitőke-befektető, a Bajnai-kormány pénzügyminisztere.

## Tanulmányai
Szülei mérnök végzettségűek, édesapja vízépítő mérnök. Az általános iskolában a matematika vonzotta, a Kölcsey Ferenc két tannyelvű gimnáziumban inkább a humán tárgyak. Eredetileg bölcsésznek készült (főképp az irodalom és a francia nyelv érdekelte), de végül az Eötvös Loránd Tudományegyetem (ELTE) jogi karán végzett, 1997-ben. Mint később elmondta, a matematika érdekelte, de a közgazdasági pálya akkor még szóba sem jött. „A jogászok jellemzően nem is nagyon szeretik a matekot; azon kevesek közé tartoztam, akik élvezték a pénzügyi jogot” – mondta.
Az ELTE-n aktív volt közösségi ügyekben, a kari, későbbi az egyetemi hallgatói önkormányzat elnökévé is választották (1995. április 1-jétől), az országos hallgatói szövetségnek két alkalommal is megválasztott alelnöke volt, aktív részese volt a későbbi HÖOK létrehozatalának.

## Pályája
Első munkahelye (negyedéves egyetemista korától) a KPMG könyvvizsgáló és tanácsadó világcég volt. A KPMG londoni tagvállalatánál is dolgozott, ahol egy nemzetközi tanácsadó csapat tagjaként nagy
multinacionális pénzügyi intézményeknek dolgozott, 2000 nyara és 2001 tavasza közt. 2001-ben a Freshfields Bruckhaus Deringer nemzetközi ügyvédi irodahálózat magyarországi irodájához csatlakozott és rövid idő után a cég adó-tanácsadási egységének vezetője lett.
2004-től a Deloitte-nél dolgozott: mindjárt partnerként (azaz nem egyszerűen alkalmazottként, hanem üzlettársként) vették fel, ami ritka a nagy tanácsadó cégeknél, különösen fiatal munkatársak esetében. 2006. január 1-jétől az adótanácsadás üzletág vezetőjévé nevezték ki a (Gerald Lambert helyett, aki a régió egy másik Deloitte-irodájához távozott), majd miután Simor András elnök-vezérigazgató 2007 tavaszán a Magyar Nemzeti Bank elnöke lett, Oszkó vette át a helyét, a cégnél szokatlanul fiatalon. Új beosztását 2007. június 1-jétől vette át a céget ideiglenesen vezető Alastair Teare-től. Elmondása szerint gyors és sikeres tanácsadói karrierjében jelentős szerepet játszott, hogy kollégáival szemben szélesebb körben foglalkozott általános szakmai kérdésekkel, és előszeretettel működött együtt a médiával, nagy számban és egyre inkább rutinosan használta ki a sajtómegjelenési lehetőségeket.
1998-tól az ELTE jogi karán külső oktatóként adóismereteket oktatott. A „Gyakorlati adótanácsadó” című kiadvány rendszeres szerzői közé tartozott. A 2000-es évektől rendszeresen publikál gazdasági és szaklapokban, beleértve a HVG-t, a Világgazdaságot, a Figyelőt, de jelennek meg írásai a Harward Business Review-ban, a Wall Street Journal vagy a Financial Times felületein is.
Pénzügyminiszterségét követően megtartotta közéleti gazdasági elemzői szerepét, ettől kezdve azonban a magyarországi és régiós induló innovatív, jellemzően technológiai vállalkozások felfuttatásán dolgozott szakmai mentorként, stratégiai tanácsadóként és befektetőként. 2010-től az OTP csoport kockázati tőkebefektetési üzletágát vezette, majd 2014-től az önállósodás mellett döntött, OXO cégnév alatt alakította ki saját cégcsoportját, melynek keretében saját forrásai és befektetői kapcsolatai segítségével vitte tovább a korai fázisú, induló vállalkozásokat célzó befektetési és tanácsadói tevékenységét. 2014-ben OXO Labs néven indította el startup akcelerátorát, 2015-ben hazai üzletemberek csoportjával Power Angels néven befektető társaságot alapított szintén feltörekvő innovatív vállalkozások tőkéhez juttatása céljából, 2017-ben pedig OXO Ventures néven megalapította kockázati tőkealap-kezelő társaságát, amely nagyobb méretű új tőkealapok indításával már régiós piaci szerepet is betölt.

## Közéleti szerepe
A helyi iparűzési adó (ipa) egyik legtöbbet idézett kritikusa volt, mielőtt végül az Európai Bíróság úgy ítélte, a magyarhoz nagyon hasonló adó összeegyeztethető az EU szabályaival. „…mi voltunk az egyetlenek, akik körültekintően értékeltünk minden kockázatot és azt javasoltuk: továbbra is vallják és fizessék be az ipát, miközben viszont megtaláltuk annak lehetőségét, hogy ennek ellenére ne veszítsék el a jogot a befizetett pénz visszakövetelésére, ha az Európai Bíróság jogellenesnek tartaná ezt az adófajtát” – nyilatkozta később.
Oszkó 2006 tavaszán részt vállalt a Central European Management Intelligence (CEMI) kutatóintézet azon tanulmányának elkészítésében, amely a magyar gazdaság és államháztartás szerkezeti problémái tárta fel, fordulatot sürgetve. Számos további hasonló kezdeményezés mellett részt vett a 2008 végén alakult, majd 2009 tavaszán megszűnt civil Reformszövetség alternatív gazdaságpolitikai programjának kidolgozásában is, az adó- és járulékrendszer reformjával kapcsolatos javaslatokkal foglalkozó munkacsoport vezetőjeként.
Egyéves szakértői pénzügyminiszteri munkáját követően is megtartotta közéleti aktivitását, tanulmányait, elemzéseit szakmai kiadványokban, illetve saját online felületein is rendszeresen publikálja.

## Magánélete
Feleségével, Oszkó-Jakab Natáliával és gyerekeivel egy társasházban laknak a budapesti II. kerületben.
Hobbija a fallabdázás, a sziklamászás, a sakkozás, a fotózás és a szájharmonikázás. A sziklamászást saját építésű mászófalán gyakorolja családjával és barátaival. Korábban zongorázott, az autodidakta módon, az internet segítségével megtanult szájharmonikázásra azért tért át, mert az kevésbé időigényes. Az egyetemen több blues, bluesrock és jazzrock együttesben játszott. 2015-ig a Blue sPot nevű zenekarban játszott (2009. április, videó:)., azóta Christopher Mattheisen zenekarában, az Americana Projectben lép fel alkalomszerűen. „Ma már új szelek fújnak: az számít csodabogárnak, akinek nincs valami mániája a munkán kívül” – nyilatkozta egy ízben (2009 márciusában), a zenélésre utalva. Zenélés iránti szenvedélyén keresztül kapcsolódott be Magyarország egyik legpatinásabb összművészeti fesztiváljának, a Művészetek Völgyének a szervezésébe 2010-től kezdődően, munkájának köszönhetően a fesztivál tartalmi és pénzügyi szempontból is megújult és stabilizálódott.
Első munkahelyére azzal a vállig érő hajjal lépett be, amelyet tíz évig viselt, és amikor végül levágatta, akkor árulták el neki főnökei, hogy nem tudták, hogyan szóljanak neki: ilyen munkahelyre nem illik ez a külső.
Kapcsolatépítő képességét dicsérik munkatársai. Folyékonyan beszél angolul és franciául.

## Elismerései
- 2007-ben Az év fiatal menedzsere.

### Interjúk
- Fiatalosítás: A Deloitte új elnök-vezérigazgatója – Interjú Oszkó Péterrel (fn.hu, 2007. május 10.)
- Új miniszterek a Bajnai-kormányban[halott link] (MR1-KOSSUTH Rádió, 2009. április 14.)
- Magyarország irányt váltott Archiválva 2014. október 6-i dátummal a Wayback Machine-ben - interjú a Figyelőben 2009. július 26-án
- Szinte lehetetlen küldetést teljesítünk - Interjú az AVT-n 2009. november 12-én
- Magyarország kerülhet a legerősebb pozícióba - interjú a Gazdasági Rádióban, 2009. november 26.
- 'Olyan állapotban adjuk át a kasszát, mint a Fidesz 2002-ben' - interjú Oszkó Péterrel a Népszabadságban, 2010. március 28.
- Fn.hu videointerjú Oszkó Péterrel (2010. április 22.)
- Bajnai nem halogathatja sokáig a döntést! - interjú Oszkó Péterrel a Népszabadság 2012. július 8-i számában
- Sokkal kevesebbet hozunk ki magunkból, mint amit lehetne - interjú Oszkó Péterrel a Privátbankár.hu-n 2012. október 31-én
- Százmilliárdok presztízsharcokra - interjú a Figyelő online-on 2013. február 21-én
- Nem akarok miniszter lenni - interjú Oszkó Péterrel az Indexen, 2013. szeptember 30.
- Eltörölnék a sebességkorlátozást - hvg.hu, 2013. október 18.
- Ne hagyjuk annyiban! - hvg.hu, 2014. március 20.
- Orbán hintapolitikát folytat - HVG/hvg.hu 2014. június 4.
- Kevésbé érezni az öldöklő küzdelmet - Forbes/forbes.blog.hu, 2014. szeptember 5.
- Lássuk, mivel foglalkozik most Oszkó Péter - Gazdaság.tv, 2014. szeptember 17.
- "Nem hagyhattam annyiban", interjú Oszkó Péter volt pénzügyminiszterrel - Élet és Irodalom, 2017. április 7.
- A közmédiába nem mehetek, de csak nevetek rajta - Index, 2015. július 23.
- “A fesztiválok inkubátorháza a Művészetek Völgye” - EgerHírek, 2015. július 24.
- Az állam a korrupció fogságába esett Archiválva 2017. április 10-i dátummal a Wayback Machine-ben - Népszava, 2016. január 9.
- Miről beszélünk, könyörgöm? - Interjú Oszkó Péterrel - Vasárnapi Hírek, 2016. március 26.
- Oszkó Péternek elege van a hatalom hagymázas világmagyarázatából Archiválva 2017. április 10-i dátummal a Wayback Machine-ben - 168 óra, 2017. április 4.

| Elődje: Veres János | Magyarország pénzügyminisztere 2009–2010 | Utódja: - |